# Релігія в Молдові
Молдова переважно православна. Конституція Республіки Молдова забезпечує свободу віросповідання, і національний уряд поважає це право на практиці. Православ'я має чисельну перевагу, держава та церква офіційно розділені.
Дружні стосунки між релігіями в молдовському суспільстві сприяють релігійній свободі; однак суперечки між різними гілками православної церкви тривають.
Інші релігії, що практикуються в Молдові, включають юдаїзм.

## Релігії

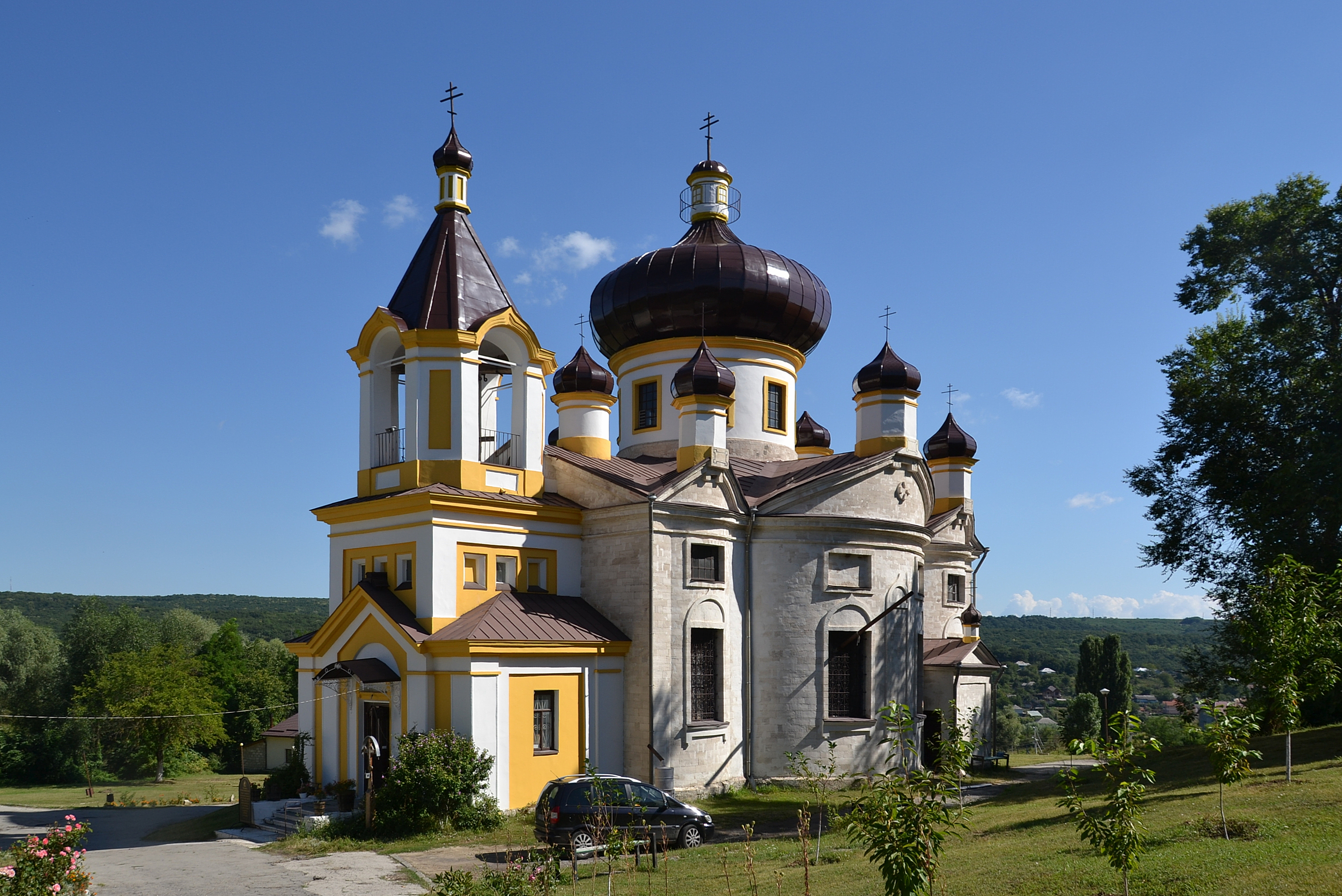
Молдавська православна церква в Кондріці

### Східна православна церква
Основною релігією є християнство, 90,1 % населення номінально є православними згідно з даними перепису 2014 року . В адміністративному відношенні існують дві автономні церкви, які належать до двох автокефальних церков (Російської та Румунської) в межах східного православного співтовариства . Автономна Кишинівська і Молдовська митрополія (належить до Російської православної церкви), за даними Державної служби у справах релігій, має 1194 парафії; автономна Бессарабська митрополія (належить до Румунської Православної Церкви) має 124 парафії. Крім того, послідовники Російської православної старообрядної церкви (старообрядці) складають приблизно 0,09 % населення.
- Стаття заснована на веб-сторінці USDoS , що є загальнодоступним доменом 2004 року. Навігаційний шлях: Бюро з питань демократії, прав людини та праці USDoS > Випуски > Міжнародна релігійна свобода > 2004 > Європа та Євразія > Молдова